# سول اج
سول اج (به ژاپنی: ソウルエッジ Sōru Ejji) یک بازی ویدئویی در سبک مبارزه‌ای بر پایه سلاح است که توسط پروژه سول توسعه یافته و شرکت نامکو آن را در سال ۱۹۹۵، بر روی دستگاه بازی آرکید منتشر کرد. این اولین قسمت از مجموعه بازی‌های مبارزه‌ای سول‌کالیبر به‌شمار می‌رود. سول اج جزوه اولین بازی‌های مبارزه‌ای سه‌بعدی و همچنین اولین بازی‌هایی است که بازیکن فقط به جای عقب و جلو رفتن، می‌تواند در جهت‌های مختلف حرکت کند. یک نسخه ارتقا داده شده از این بازی نیز در دسامبر ۱۹۹۶ برای کنسول پلی‌استیشن منتشر گردید. نامکو نام سول بلید را برای بازی در نقاط آمریکا، اروپا و استرالیا انتخاب کرد و به دنبال قسمت بعدی بازی یعنی سول کالیبر نام تمامی قسمت‌های این سری، سول‌کالیبر گردید. سول اج همچنین نام یک شمشیر اهریمنی و دارای یک چشم است که داستان این مجموعه بر اساس آن است.

## شخصیت‌ها
- میتسوروگی
- سروانتس
- سوفیتیا
- تاکی
- زیگفرید
- ولدو
- راک
- سونگ مینا
- لی لونگ
- هانگ
- اینفرنو (سول اج)
- سون هانگ میونگ[۴]